# Veera Ballala III
Veera Ballala III (1291 – 1343) è stato l'ultimo grande sovrano dell'Impero Hoysala, nell'odierno stato indiano del Karnataka.
I comandanti di Veera Ballala, Harihara (popolarmente noto come Hakka) e Bukkaraya (popolarmente noto come Bukka) sono conosciuti nel folklore kannada come i fondatori dell'Impero Vijayanagara. Veera Ballala III governò in un periodo di grande incertezza politica e culturale, quando tutti i principali regni indù dell'altopiano del Deccan e dell'India meridionale erano caduti sotto la pressione dell'invasione musulmana da nord. 
Veera Ballala riuscì a fermare l'invasione Seuna. Sconfisse i Kadamba di Hangal ed estese il proprio regno fino a Lakkundi, a nord del fiume Tungabhadra. 

## Affari Pandya
Ballala III arbitrò negli affari interni del vicino stato Tamil, riuscendo a far salire al trono Sundara Pandya come re di Pandya a discapito del suo rivale, Vira Pandya nel 1311. Tuttavia la sua attenzione verso gli affari Tamil lasciò scoperto il confine settentrionale, permettendo così l'invasione di Malik Kafur, comandante del sultano di Delhi, All-ud-din-Khilji. Halebidu venne attaccata e saccheggiata. Veera Ballala dovette accettare la sconfitta per mano del sultanato e di inviare suo figlio Veera Virupaksha Ballala a Delhi come suggello dell'atto di pace. Suo figlio poté ritornare in patria solo nel 1313. 

## Invasione da Delhi
Nel 1318, il regno Seuna venne completamente distrutto e Devagiri occupata dal Sultanato di Delhi. Il piccolo regno di Kampili, sulle rive del Tungabhadra con capitale a Kummata (vicino all'odierna Hampi) divenne centro di attenzioni. Veera Ballala III lottò per portare Kampili sotto il proprio controllo ma senza risultato. Il Sultantato lanciò una campagna contro Halebidu nel 1327. Nel 1336 tutti i regni indù del sud, ad eccezione dell'Impero Hoysala erano stati sconfitti e grandi aree regionali annesse al Sultanato di Delhi. Venne istituito il Sultanato di Madurai. Veera Ballala III radunò le sue ultime forze a Tiruvannamalai, divenuta la sua nuova capitale, per lanciare un'offensiva contro la potenza straniera. Con l'intento di arrestare le invasioni musulmane, Ballala III fondò una seconda capitale a Hosapattna sulle rive del fiume Tungabhadra, che successivamente avrebbe preso il nome di Vijayanagara. 
Veera Ballala venne assistito abilmente da uno dei suoi capi del consiglio, Sangama. Sangama amministrava parte dell'Impero Hoysala della regione della città di Hampi sulle rive del fiume Tungabhadra. Il maggiore dei suoi figli, Harihara I, prese il titolo di Mahamandaleshwara (capo di un piccolo dominio), nella parte settentrionale dell'Impero. 
Nel 1336, l'Impero Hoysala, sotto la guida militare di Bukka Raya I e Harihara I fu in grado di respingere gli attacchi del sultanato di Delhi, a nord del regno. Veera Ballala stesso condusse una spedizione militare contro Madurai. Dopo la vittoria sul Sultanato di Delhi, Bukka venne nominato principe ereditario del regno riunito. 

## Vijayanagara
L'Impero Hoysala, con i nuovi territori conquistati durante la battaglia nel 1336, venne a essere conosciuto con il nome di Impero Vijayanagara. Un secolo più tardi, l'impero Vijayanagara avrebbe guadagnato una posizione di primo piano per la sua politica, la sua forza militare, musicale e i progressi nel campo della letteratura sotto il regno del Krishna Deva Raya. Veera Ballala venne ucciso in una serie di scontri con il sultanato nel 1343. Si concludeva così la vita dell'ultimo grande sovrano Hoysala.